# Kochánov

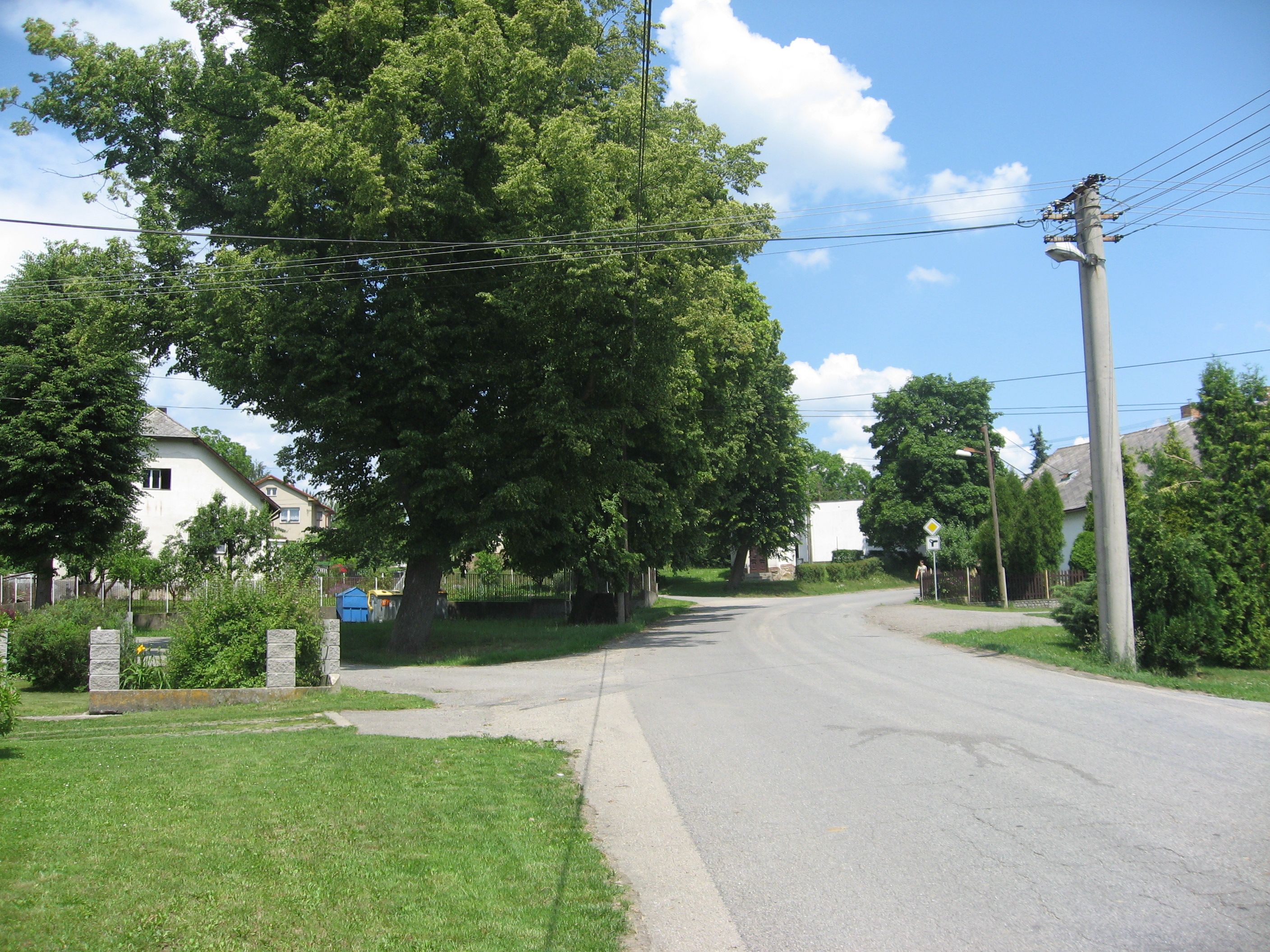
Ortsansicht

Kochánov (deutsch Kochendorf) ist eine Gemeinde in Tschechien. Sie liegt neun Kilometer südlich von Havlíčkův Brod und gehört zum Okres Havlíčkův Brod.

## Geographie
Kochánov befindet sich in der Böhmisch-Mährischen Höhe linksseitig über dem Tal eines kleinen Baches. Nordwestlich erhebt sich der Bouchernův kopec (Büchnerkoppe, 521 m) und im Südwesten der Turkův kopec (598 m).
Nachbarorte sind Lípa im Norden, U Kostelíka und Suchá im Nordosten, Okrouhlička im Osten, Studénka im Südosten, Chyška im Süden, Úhořilka im Südwesten, Chválkov im Westen sowie Dobrohostov im Nordwesten.

## Geschichte
Die erste schriftliche Erwähnung des Dorfes erfolgte Jahre 1307.
Nach der Aufhebung der Patrimonialherrschaften bildete Kochanov ab 1850 eine Gemeinde im Bezirk Deutschbrod. Der Ort gehörte zur Iglauer Sprachinsel und war mehrheitlich deutsch besiedelt. Die deutsche Bevölkerung wurde nach dem Zweiten Weltkrieg vertrieben. 1961 erfolgte die Eingemeindung von Úhořilka. 1976 wurde Kochánov ein Ortsteil von Lípa. Im Jahre 1990 entstand die Gemeinde wieder.

## Gemeindegliederung
Für die Gemeinde Kochánov sind keine Ortsteile ausgewiesen.